# Gröndalsvikens station
Gröndalsviken är en station på Stockholms pendeltågsnät, belägen i stadsdelen Estö/Gröndal i centrala Nynäshamn 62,4 km från Stockholm C och 1,5 km från Nynäshamns station längs Nynäsbanan. Stationen togs i bruk i samband med SL:s övergång från sommar- till vintertidtabeller den 18 augusti 2008 och ersatte den tidigare stationen Nynäs havsbad. Avståndet mellan platserna är cirka 800 meter. Stationen har en plattform längs ett enkelspår och saknar biljetthall och spärrlinje. Gröndalsviken ligger inomskärs och är därför en skyddad vik. I anslutning till Gröndalsviken ligger en parkeringsplats/infartsparkering där det är gratis att parkera. En normal vintervardag har stationen cirka 700 påstigande (2015). Den är tillsammans med Bålsta den enda stationen med enbart ett spår för pendeltåget.

## Galleri

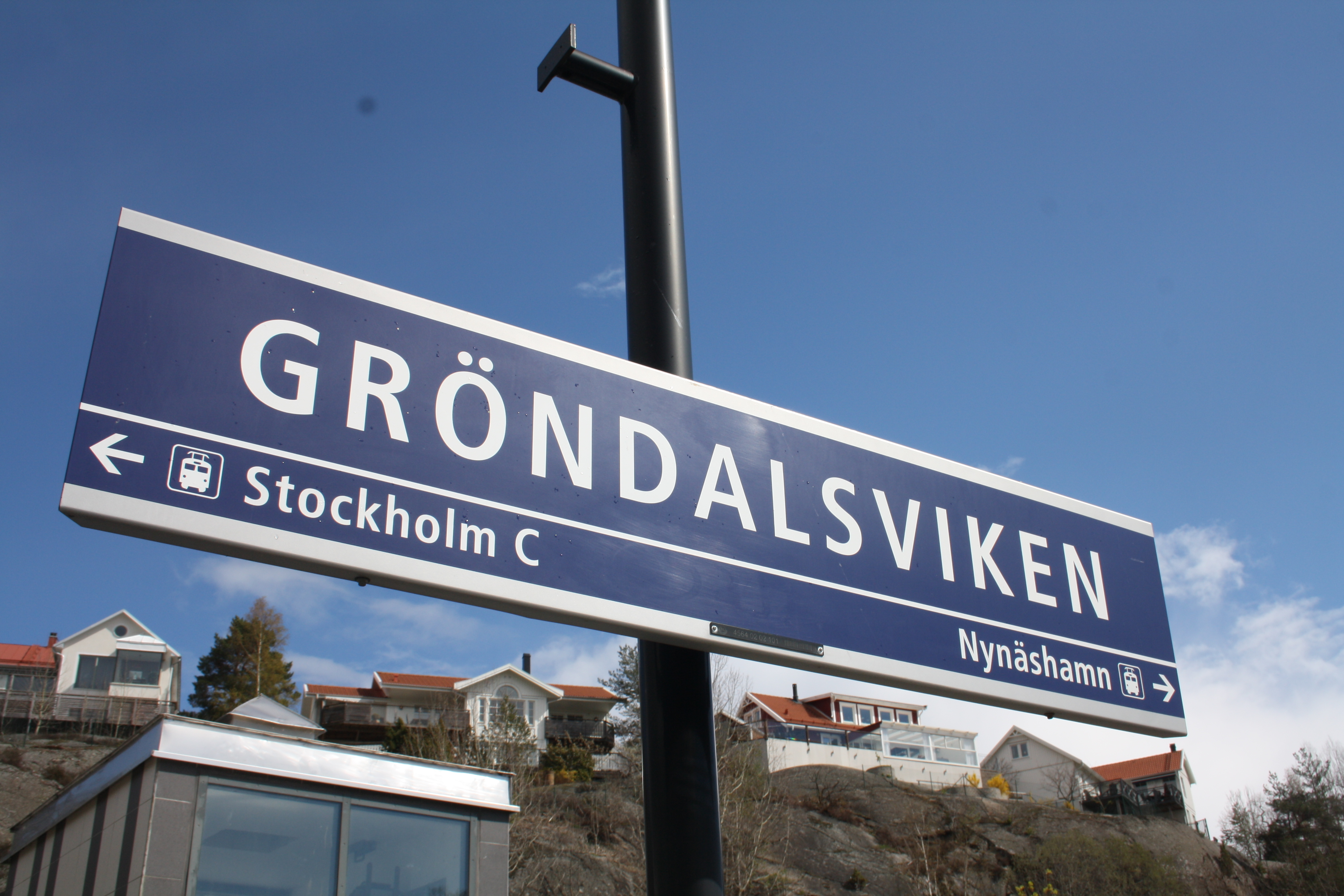
Stationsskylt
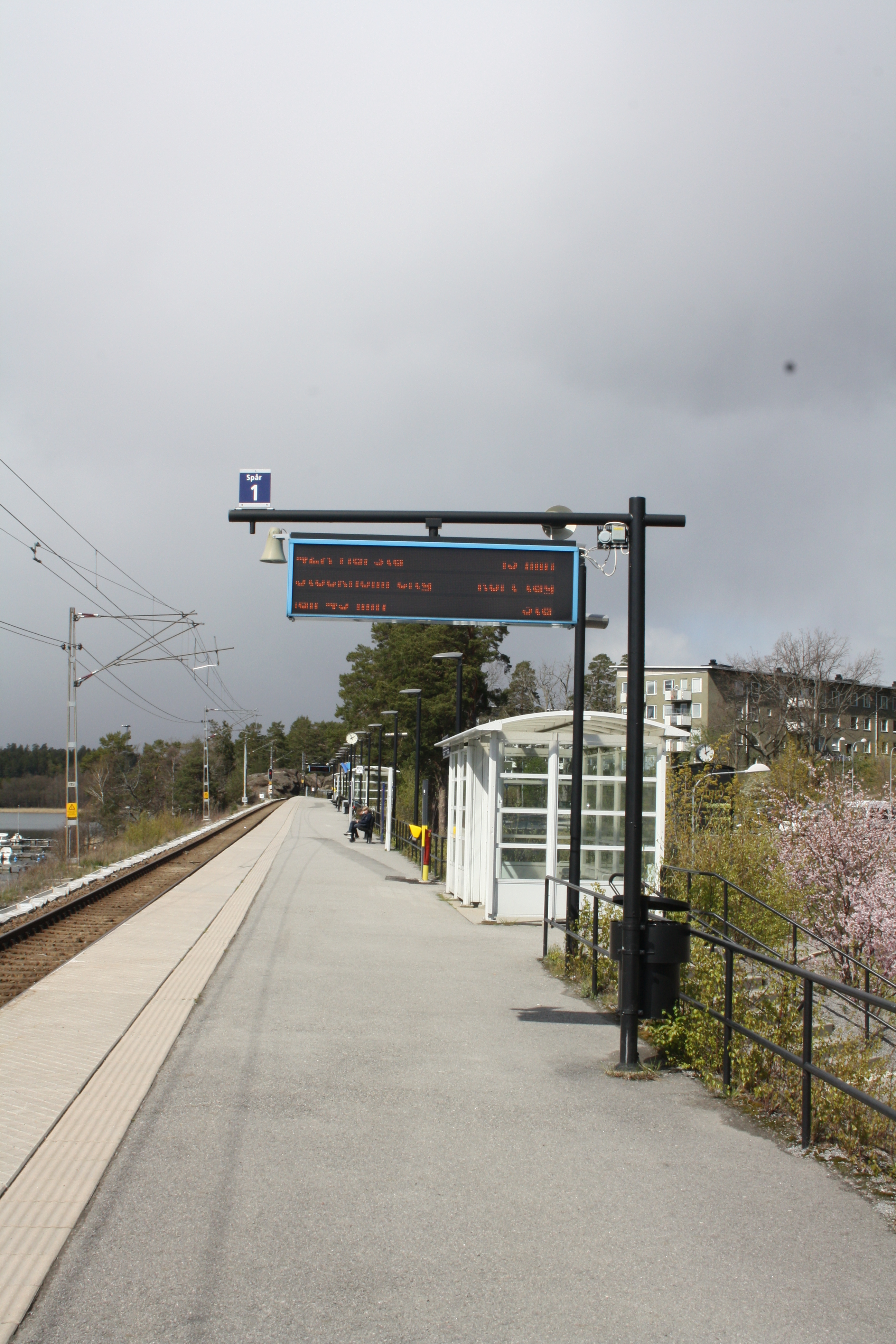
Perrongen
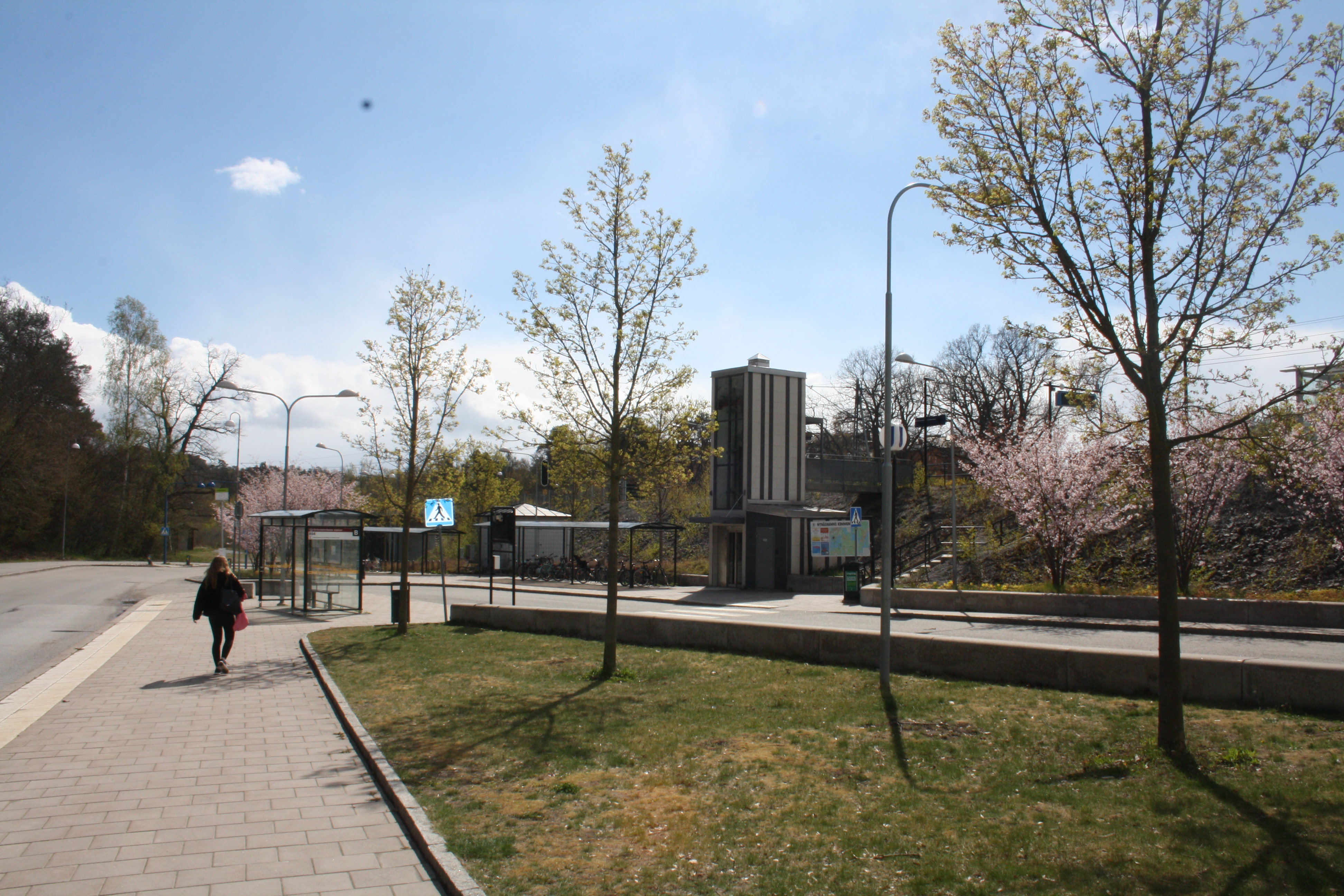
Stationsområdet